# Pseudanurophorus boerneri
Pseudanurophorus boerneri is een springstaartensoort uit de familie van de Isotomidae. De wetenschappelijke naam van de soort is voor het eerst geldig gepubliceerd in 1922 door Stach.